# Ausschuss für Gefahrstoffe
Der Ausschuss für Gefahrstoffe (AGS) ist ein gemäß § 20 der Gefahrstoffverordnung einzusetzendes ehrenamtlich tätiges bundesdeutsches Gremium. Die Geschäftsführung liegt bei der Bundesanstalt für Arbeitsschutz und Arbeitsmedizin (BAuA). Zu seinen Aufgaben gehört u. a. die Erarbeitung der Technischen Regeln für Gefahrstoffe (TRGS).

## Historie
Als beratendes Gremium für das Bundesministerium für Arbeit und Sozialordnung, wurde der Ausschuss durch den §28 der Verordnung über gefährliche Arbeitsstoffe (Arbeitsstoffverordnung) implementiert und am 18. Januar 1972 als Ausschuss für gefährliche Arbeitsstoffe gegründet. Er sollte alle Interessengruppen repräsentieren und bestand daher in der ursprünglichen Form aus „drei Vertretern von Betrieben, die gefährliche Arbeitsstoffe in Verkehr bringen, drei Vertretern von Betrieben, die mit gefährlichen Arbeitsstoffen umgehen, einem Vertreter des deutschen Normenausschusses, einem Vertreter der Bundesvereinigung der Deutschen Arbeitgeberverbände, einem Vertreter des Bundesverbandes der Deutschen Industrie, zwei Vertretern der Gewerkschaften, zwei Vertretern der Wissenschaft, vier Vertretern der für den Arbeitsschutz zuständigen Behörden der Länder, davon mindestens zwei Gewerbeärzte und drei Vertretern der Gesetzlichen Unfallversicherung.“
Mit Inkrafttreten der Verordnung über gefährliche Stoffe (GefStoffV) und Außerkrafttreten der Arbeitsstoffverordnung im Jahr 1986 wurde der Ausschuss für gefährliche Arbeitsstoffe durch den Ausschuss für Gefahrstoffe (AGS) ersetzt. In der ursprünglichen Form bestand der AGS gemäß §44 der GefStoffV aus insgesamt 38 Mitgliedern, u. a. acht Vertreter der Gewerkschaften und Verbrauchern, neun Vertreter von Arbeitgebern, Industrie, Herstellern, Inverkehrbringer und Verwendern, 12 Vertreter von Behörden, Ämtern und Bundesanstalten.

## Zusammensetzung
Der aktuelle AGS hat 20 Mitglieder, je vier Vertreter der Arbeitgeber und der Arbeitnehmer, der gesetzlichen Unfallversicherung und der Länderbehörden sowie vier Sachverständigen. Für jedes Mitglied ist ein stellvertretendes Mitglied benannt.  Die Mitgliedschaft im Ausschuss für Gefahrstoffe ist ehrenamtlich. Der derzeitige Vorsitzende des AGS ist Stefan Engel (BASF). Der Ausschuss tagt zweimal pro Jahr. Die Sitzungen werden durch drei Unterausschüsse (UA I, II und III) und diesen zuarbeitenden Arbeitskreisen vorbereitet:
- Unterausschuss I "Gefahrstoffmanagement"
- Unterausschuss II "Schutzmaßnahmen"
- Unterausschuss III "Gefahrstoffbewertung"

## Aufgaben
Der AGS berät das Bundesministerium für Arbeit und Soziales (BMAS) bei Fragen zum Arbeitsschutz beim Umgang mit Gefahrstoffen.
Zu den Aufgaben des Ausschusses gehört außerdem:
1. dem Stand der Technik, Arbeitsmedizin und Arbeitshygiene entsprechende Regeln aufzustellen und zu sonstigen gesicherten Erkenntnissen für Tätigkeiten mit Gefahrstoffen, einschließlich deren Einstufung und Kennzeichnung, zu gelangen,
2. Regeln aufzustellen und zu Erkenntnissen zu gelangen, wie die in der Gefahrstoffverordnung gestellten Anforderungen erfüllt werden können,
3. Arbeitsplatzgrenzwerte (AGW), biologische Grenzwerte (BGW) und andere Beurteilungsmaßstäbe für Gefahrstoffe vorzuschlagen und regelmäßig zu überprüfen, wobei Folgendes zu berücksichtigen ist:

– Bei der Festlegung der Grenzwerte ist sicherzustellen, dass der Schutz der Gesundheit der Beschäftigten gewahrt ist.
– Für jeden Stoff, für den ein Arbeitsplatzgrenzwert oder ein biologischer Grenzwert in Rechtsakten der Europäischen Union festgelegt worden ist, ist unter Berücksichtigung dieses Grenzwerts ein nationaler Grenzwert vorzuschlagen.